# AZS-AWF Warszawa (wioślarstwo)

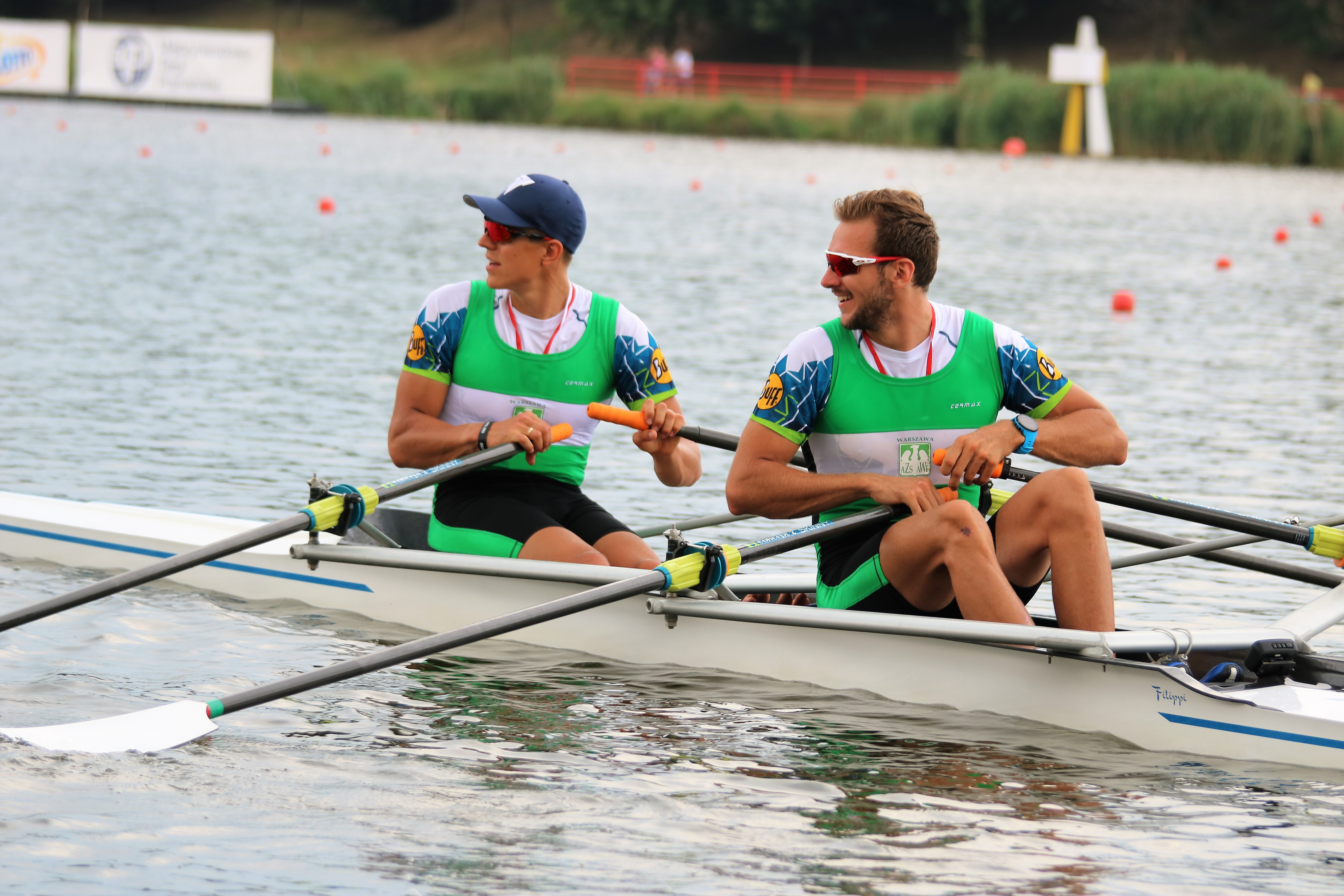
Dwójka D. Czaja, M. Zawojski – Mistrzowie Polski 2018

Sekcja Wioślarska AZS-AWF Warszawa – sekcja uczelnianego klubu sportowego działającego przy Akademii Wychowania Fizycznego w Warszawie. Sekcja działa od roku 1917 – pierwotnie jako sekcja środowiskowego klubu AZS Warszawa. Przez klub AZS-AWF Warszawa, była stopniowo przejmowana, począwszy od 1952 roku. Członek założyciel Polskiego Związku Towarzystw Wioślarskich.

## Historia

### Powstanie sekcji
Początki polskiego sportu akademickiego w Warszawie sięgają I wojny światowej i roku 1916. Po wkroczeniu armii niemieckiej do miasta, okupant złagodził w tym okresie przepisy regulujące kwestię uczelni i organizacji przyuczelnianych. Działacze akademiccy, reprezentujący cztery polskie uczelnie warszawskie, przystąpili wtedy – częściowo nielegalnie – do tworzenia Akademickiego Związku Sportowego. Związek wzorowany był na działającym od 1908 roku AZS Kraków. W połowie 1917 roku rozpoczęła działalność sekcja wioślarska. Pierwsze grupy kandydatów zostały poddane egzaminom z pływania na przystani Warszawskiego Towarzystwa Wioślarskiego w czerwcu tego roku. Towarzystwo to przeprowadziło szkolenie studentów i użyczało im łodzie. Na jesieni 1917 roku akademicy wystartowali na pierwszych regatach – oficjalnie jako członkowie Wydziału Wodnego Związku Sportowego Słuchaczów Politechniki.
W chwili odzyskania przez Polskę niepodległości i oficjalnego powołania Akademickiego Związku Sportowego w Warszawie, sekcja wioślarska posiadała już przystań pływającą na Wiśle i kilka własnych łodzi półwyścigowych. Zakupiła je w połowie 1918 roku za subwencję uzyskaną od Ministerstwa Wyznań Religijnych i Oświecenia Publicznego. W listopadzie tego roku – w wyniku przejęcia sprzętu pływającego Deutsche Ruder-Vereinigung Warschau (niemieckiego klubu powstałego w czasie wojny) – AZS Warszawa stał się jednym z najzamożniejszych klubów wioślarskich Polski.

### Dwudziestolecie międzywojenne
Okres pierwszych lat niepodległości Polski, to czas świetności sekcji. Już w grudniu 1919 roku AZS Warszawa, wraz z dwunastoma innymi polskimi klubami, założył Polski Związek Towarzystw Wioślarskich. Na rozegranych w kolejnym roku pierwszych wioślarskich mistrzostwach polski, klubowa ósemka i czwórka ze sternikiem zdobyły pierwsze tytuły Mistrzów Polski (w roku tym rozgrywano biegi o tytuł tylko w tych dwóch konkurencjach). Zwycięstwa te rozpoczęły trwającą osiem lat dominację warszawskiego AZS na krajowej arenie wioślarskiej. Dominację ukoronowaną brązowym medalem zawodników klubu na Mistrzostwach Europy w Como w 1927 i IV miejscem na Igrzyskach Olimpijskich w Paryżu w 1928.
W okresie tym najistotniejszą inwestycją sekcji było wybudowanie położonej na lądzie przystani klubu. Ostatecznie usytuowana została na terenie podarowanym przez władze Warszawy przy ul. Wioślarskiej 8. Do roku 1927 oprócz hangaru na łodzie, sekcja wybudowała czwarty w Polsce zimowy basen wioślarski. Kolejne etapy budowy prowadzone były do połowy lat 30. Elementem przystani był własny warsztat szkutniczy, w którym wytwarzano na potrzeby klubu nowe łodzie. Na przystani odbywały się też imprezy towarzyskie i bale. Liczba członków sekcji od wzrosła roku 1919 do 1937 z 217 do niemal 700. Była to największa i najprężniej działająca przedwojenna akademicka sekcja wioślarska w Polsce. Podobnie jak w innych przedwojennych klubach wioślarskich, w AZS Warszawa uprawiana była wielodniowa turystyka wioślarska.
W ramach sekcji wioślarskiej, w warszawskim AZS działała również sekcja kobieca. Pod koniec lat trzydziestych zawodniczki klubu uczestniczyły w rywalizacji organizowanej przez PZTW, zajmując w konkurencji klubów: w 1936 roku 7. miejsce (na 12), a w 1937 roku 7. miejsce (na 15).
W drugiej połowie lat 30. AZS Warszawa ponownie stał się potęgą wioślarską. Wzrost liczby członków sekcji i wzmożone szkolenie zawodników wyczynowych, skutkowało zajęciem w klasyfikacji klubowej roku 1938 i 1939 miejsc (odpowiednio): 4 oraz 2.

### II wojna światowa
Działania wojenne wstrzymały działalność klubu i sekcji wioślarskiej. Wielu wioślarzy uczestniczyło w walkach na froncie (np. Henryk Niezabitowski, czy Marian Wodziański). Część zawodników straciła w tych walkach życie (m.in. Andrzej Sołtan). Wielu uczestniczyło w konspiracji (np. Otton Gordziałkowski, czy Lucjan Kulej). Na podkreślenie zasługuje również udział H. Niezabitowskiego w organizacji jenieckiej olimpiady w roku 1944 w Oflagu II D w Gross-Born.

### Okres powojenny
W wyniku działań wojennych i powstania warszawskiego wszystkie przystanie wioślarskie stolicy zostały zniszczone. Sekcja wioślarska AZS Warszawa została reaktywowana krótko po wojnie. W 1947 roku korzystała z odbudowanej przystani Warszawskiego Towarzystwa Wioślarskiego. W tym samym roku akademicy uczestniczyli w pierwszych powojennych zawodach wioślarskich w Warszawie. Pod koniec lat 40. odbudowali swoją przystań. Najlepszym zawodnikiem sekcji był w okresie powojennym skifista Teodor Kocerka, który członkiem AZS Warszawa był w latach 1949-52 oraz 1959−1960 – to jest w latach swych największych sukcesów międzynarodowych.
Równocześnie działała sekcja wioślarska wyczynowego klubu AZS-AWF Warszawa (sekcja utworzona w roku 1952). Sekcja ta początkowo korzystała z przystani AZS, niewiele powyżej Mostu Poniatowskiego. Na początku lat 60. AZS-AWF stał się jedyną akademicką sekcją wioślarską w Warszawie, przejmując wioślarzy AZS, jego sprzęt i trenerów. Była to decyzja odgórna, podjęta przez Główny Komitet Kultury Fizycznej i Turystyki – w ramach centralnego planowania sportu.
Zarówno w latach 50., jak 60., AZS-AWF Warszawa skoncentrowany był głównie na trenowaniu kobiet. Zawodniczki sekcji zdobywały najcenniejsze medale na krajowych mistrzostwach, ale też regularnie reprezentowały Polskę na Mistrzostwach Europy (począwszy od 1957 roku). Gdy rozgrywać zaczęto mistrzostwa świata w wioślarstwie, startowały też na czempionacie światowym. W roku 1968 sekcja przeniosła się w rejon Wału Miedzeszyńskiego, gdzie za przystań służyły baraki. W okresie tym AZS był akademicką sekcją wyczynową, w której wiosłowali wychowankowie innych klubów, studiujący na warszawskich uczelniach – głównie na Akademii Wychowania Fizycznego. Ten model działania skopiowany został później przez Główny Komitet Kultury Fizycznej i Turystyki, który w drugiej połowie lat 70. odgórnie narzucił reformę wyczynowego sportu akademickiego, przenosząc do nowo tworzonych klubów AZS-AWF wyczynowe sekcje międzyuczelniane. Zrealizowane to zostało w miastach, gdzie istniały uczelnie wychowania fizycznego (m.in. w: Poznaniu, Krakowie i Gdańsku).
W latach 70. obok silnej grupy kobiet, sukcesy zaczęli odnosić mężczyźni. W drugiej połowie tej dekady sekcja rozpoczęła też trenowanie młodszych zawodników. Z jednej strony współpracowała w tym zakresie ze Szkolnym Wojewódzkim Ośrodkiem Sportowym nr 2 w Warszawie, z drugiej – objęła patronatem Technikum Samochodowe nr 2 w Warszawie. Przyniosło to wiele sukcesów w młodszych kategoriach wiekowych, a w dłuższej perspektywie dalsze polepszenie wyników seniorów. Jednym z zawodników, który w wyniku tej współpracy przeszedł do AZS-AWF Warszawa, był Kajetan Broniewski. W latach 80. sekcja przeniosła się do prowizorycznych baraków nad Kanał Żerański, przy śluzie w okolicy Elektrowni Żerań.
W 1988 trudna sytuacja materialna i braki sprzętowe zmusiła klub do zaprzestania współpracy tak ze szkołą, jak i z klubem szkolącym młodzież. Miało to związek m.in. z kryzysem gospodarczym schyłku PRL. Przemiany ustrojowe roku 1989, zastały sekcję w bardzo złej sytuacji finansowej. Brak było nie tylko funduszy, ale zmniejszyła się też znacząco liczba zawodników. Pozostali przeważnie studenci AWF Warszawa. Najlepsi zawodnicy zostali jednak objęci w tym czasie centralnym systemem szkolenia PZTW. Pozwoliło to sekcji przetrwać najtrudniejsze czasy.
Pomimo trudności, zawodnicy w latach 1988-2004 odnosili na arenie międzynarodowej największe sukcesy w historii klubu. Po nieznacznym pogorszeniu wyników w kolejnym okresie, począwszy od 2014 roku zawodnicy i zawodniczki klubu znów zaczęli zdobywać medale na igrzyskach olimpijskich, mistrzostwach świata i Europy seniorów. Od 2015 roku sekcja jest jedną z trzech najlepszych klubów wioślarskich w Polsce – pomimo niewielkiej liczby jej zawodników.

## Galeria zdjęć

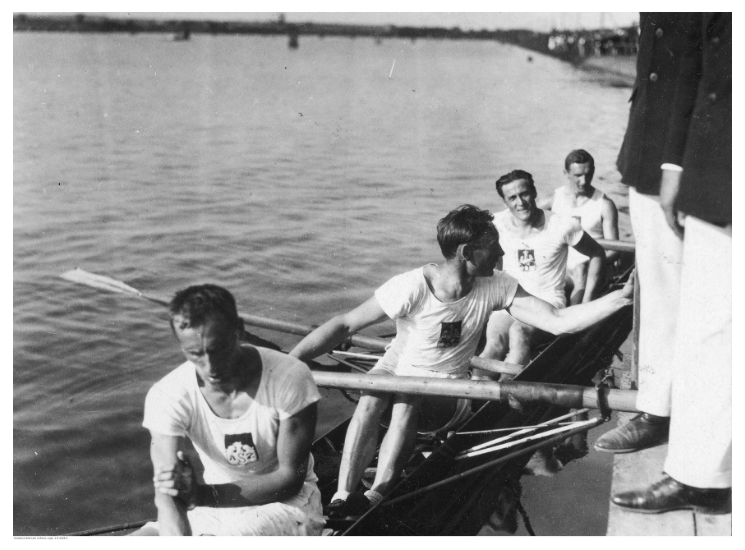
Mistrzowska czwórka ze sternikiem – MP 1925
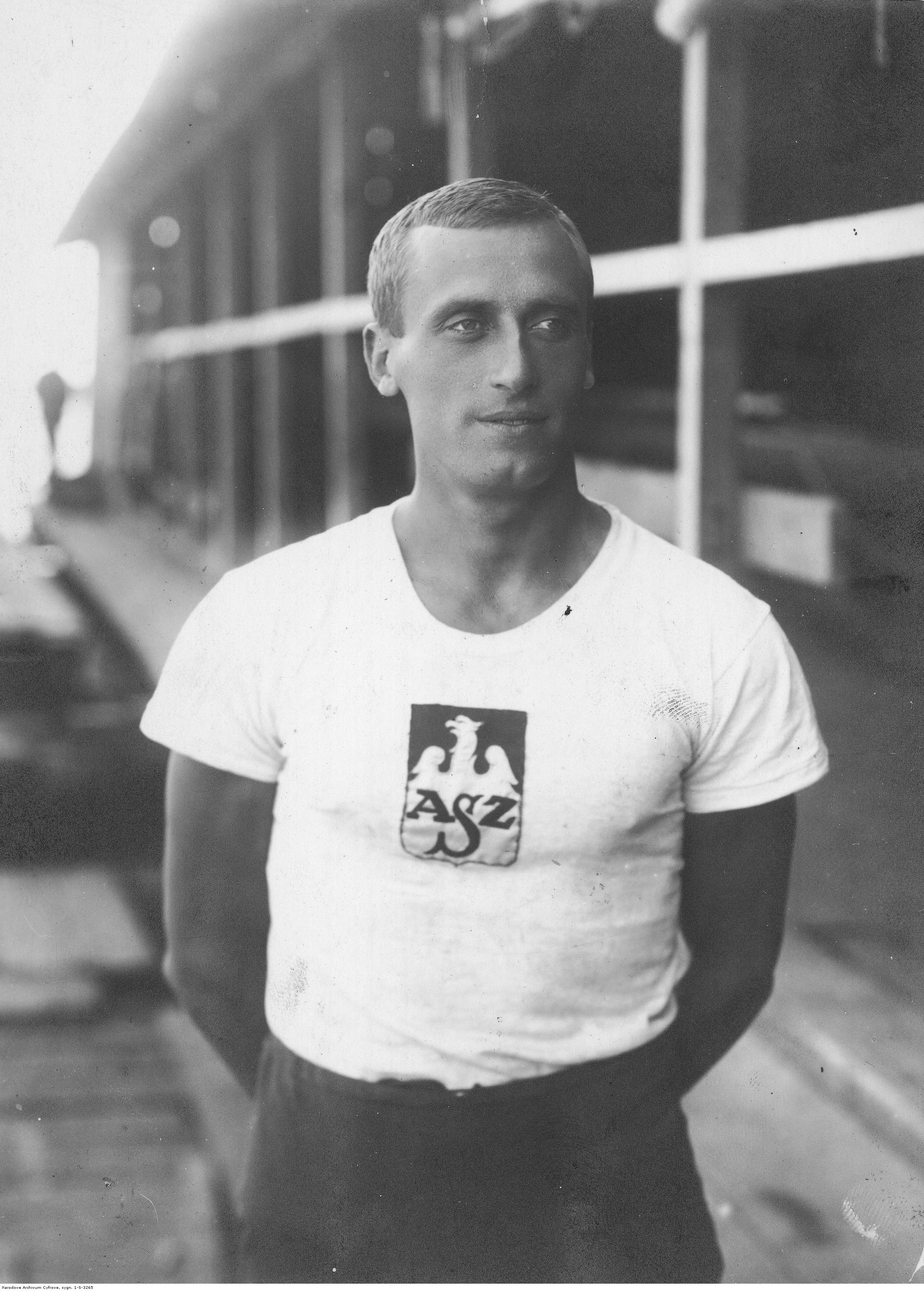
Otton Gordziałkowski w 1924
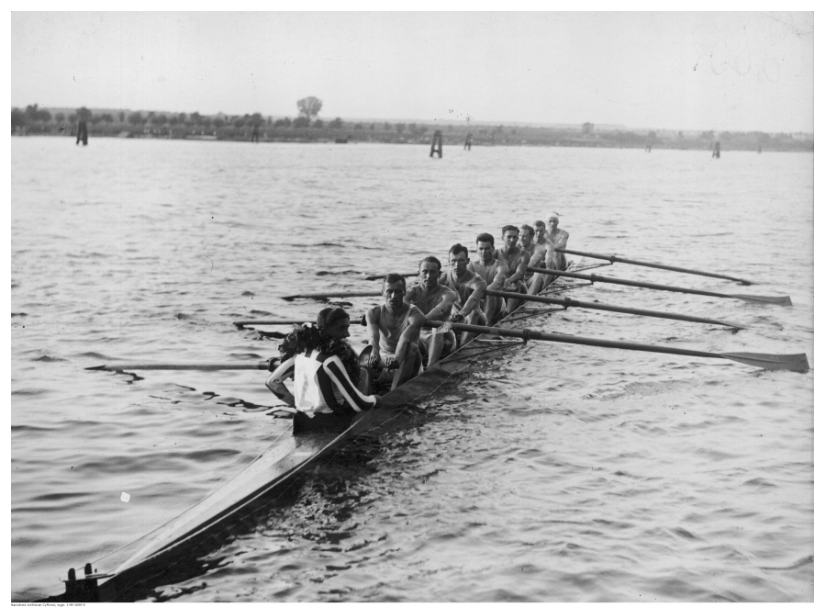
Ósemka – Mistrzowie Polski 1927
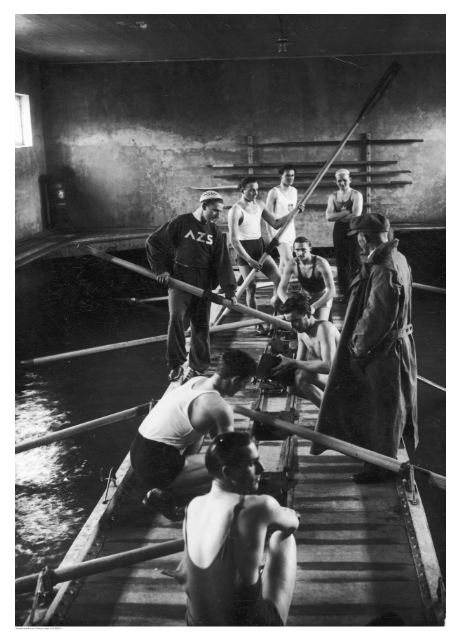
Basen wioślarski na przystani AZS Warszawa 1939
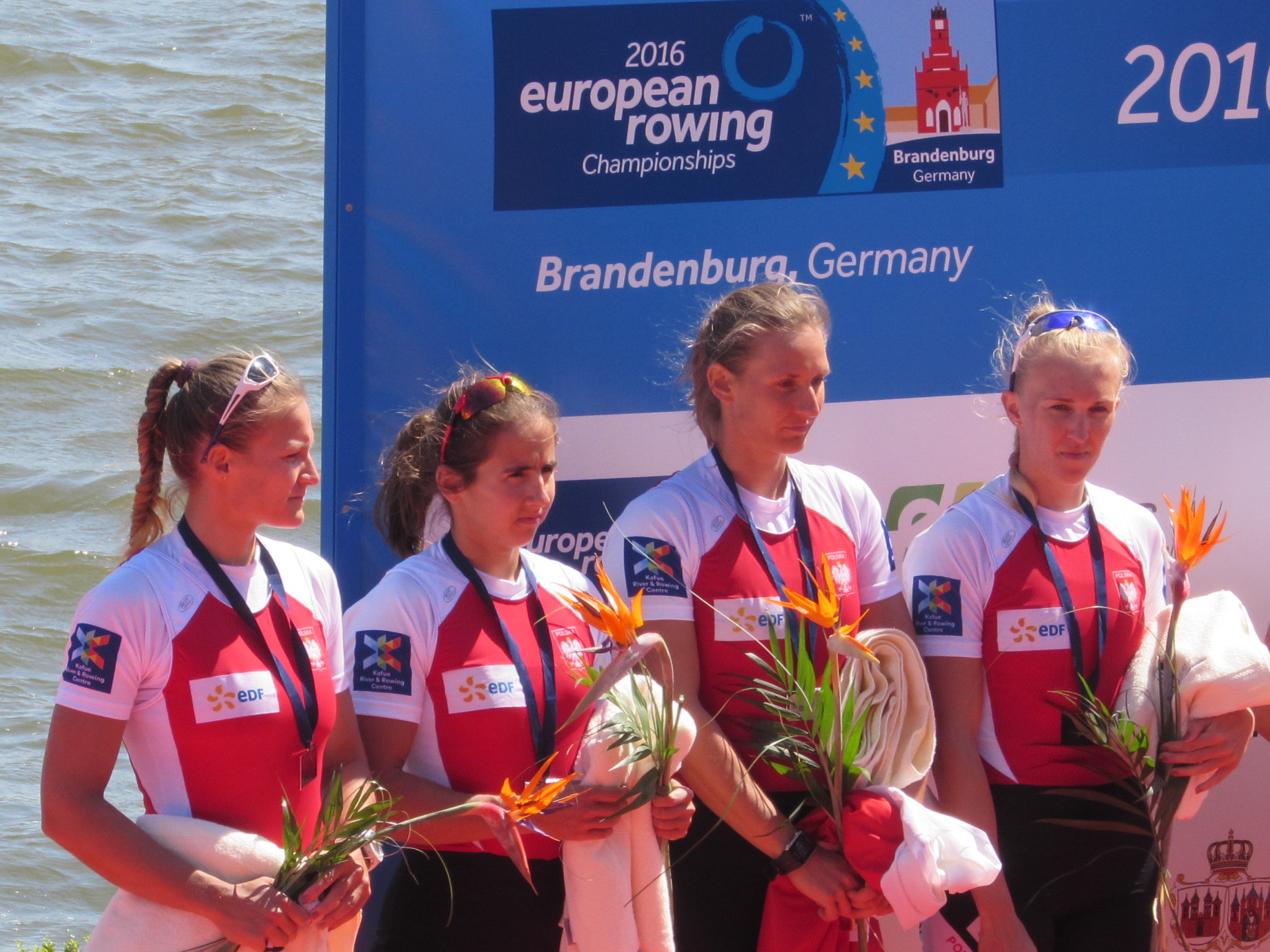
Agnieszka Kobus (z AZS Warszawa, 1 od prawej) na podium ME w 2016

## Wyniki sportowe

### Osiągnięcia przedwojenne
Przed II wojną światową warszawscy wioślarze AZS byli w ścisłej czołówce krajowej. Ich osady zdołały zdobyć aż osiem tytułów Mistrzów Polski, dominując w latach 1920-1927. Było to znaczącym osiągnięciem – pod względem ilości tych tytułów, byli przed wojną piątym klubem wioślarskim w Polsce (w dwudziestoleciu międzywojennym w czasie mistrzostw PZTW tylko w niektórych rozgrywanych konkurencjach przyznawano tytuły Mistrzów Polski, a konkurencji było dużo mniej niż obecnie). Mistrzostwo Polski dla AZS Warszawa zdobyli:
- czwórka ze sternikiem w 1920, w składzie: W. Bielobradek, L. Kulej, H. Niezabitowski, J. Dobrowolski, st. W. Nadratowski,
- ósemka w 1920, w składzie: J. Dobrowolski, L. Kulej, H. Niezabitowski, S. Piątkowski, E. Strug, St. Lilpop, W. Bielobradek, J. Mazurek, sternik S. Grodzki,
- czwórka ze sternikiem w 1923, w składzie: O. Gordziałkowski, T. Malze, J. Mazurek, H. Niezabitowski, st. W. Nadratowski,
- czwórka ze sternikiem w 1924, w składzie: O. Gordziałkowski, P. Kurnicki, NN, H. Niezabitowski, st. W. Nadratowski,
- czwórka ze sternikiem w 1925, w składzie: O. Gordziałkowski, L. Kulej, P. Kurnicki, H. Niezabitowski, st. W. Nadratowski,
- ósemka w 1925, w składzie: S. Cybulski, O. Gordziałkowski, L. Kulej, S. Lutyk, J. Łaszewski, L. May, H. Niezabitowski, P. Kurnicki, st. J. Mazurek,
- ósemka w 1926, w składzie: S. Cybulski, O. Gordziałkowski, M. Kozakowski, L. Kulej, P. Kurnicki, H. Niezabitowski, L. May, Cz. Seredyński, st. W. Nadratowski,
- ósemka w 1927, w składzie: O. Gordziałkowski, P. Kurnicki, J. Łaszewski, H. Niezabitowski, J. Poczobut, A. Sołtan, J. Ślązak, M. Wodziański, st. E. Czaplicki.

Ponadto w konkurencjach „mistrzowskich”, AZS Warszawa zdobył 7 drugich miejsc (4+ w 1929, 1930 i 1933 oraz 2+ w 1932 i 1937, 2x w 1934 i 1x w 1938), a także 12 miejsc trzecich (4+ w latach 1921 i 1922, 8+ w latach 1928-32, 1937 i 1939, i 4- w 1929 i 1931 oraz 2+ w 1931).
W przedwojennej rywalizacji międzynarodowej zawodnicy AZS Warszawa, reprezentując Polskę, osiągnęli następujące sukcesy:
- W 1928 sześciu zawodników klubu zajęło na Igrzyskach Olimpijskich w Amsterdamie IV miejsce, startując na ósemce. Byli to: Otton Gordziałkowski, Józef Łaszewski, Henryk Niezabitowski, Wacław Michalski, Andrzej Sołtan, Marian Wodziański.
- W 1927 ósemka, której siedmiu na ośmiu wioślarzy oraz sternik byli zawodnikami AZS Warszawa, zdobyła na Mistrzostwach Europy w Como  brązowy medal. W składzie osady byli: Otton Gordziałkowski, Piotr Kurnicki, Józef Łaszewski, Henryk Niezabitowski, J. Poczobut, Andrzej Sołtan, Marian Wodziański oraz sternik Józef Mazurek. Ósmy wioślarz, Wiktor Barwicki, był zawodnikiem Klubu Wioślarskiego w Toruniu.
- W 1927 ta sama ósemka, co w Como, wygrała we Włoszech (w Pawii) silnie obsadzone regaty międzynarodowe.
- w 1924 na Igrzyskach Olimpijskich w Paryżu Polskę reprezentował sternik z AZS Warszawa, Władysław Nadratowski. Sterowana przez niego czwórka odpadła w eliminacjach.

W ogólnopolskiej rywalizacji PZTW, sekcja wioślarska AZS Warszawa klasyfikowana była od roku 1925, tj. od początku wprowadzenia takiej punktacji. W dwudziestoleciu międzywojennym, w poszczególnych latach uzyskała następujące wyniki w klasyfikacji klubowej (dane według tabel punktacyjnych PZTW za poszczególne lata – podane zostało miejsce i ilość klubów, które zdobyły w regatach punkty):
- w 1925 –  2. miejsce na 12 klubów[10],
- w 1926 –  2. miejsce na 14 klubów[10],
- w 1927 –  1. miejsce na 15 klubów[10],
- w 1928 –  1. miejsce na 13 klubów[11],
- w 1929 – 6. miejsce na 19 klubów[12],
- w 1930 –  3. miejsce na 22 kluby[13],
- w 1931 – 16. miejsce na 27 klubów[14],
- w 1932 – 21. miejsce na 27 klubów[15],
- w 1933 – 13. miejsce na 42 kluby[16],
- w 1934 – 21. miejsce na 41 klubów[17],
- w 1935 – 11. miejsce na 46 klubów[18],
- w 1936 – 15. miejsce na 42 kluby[19],
- w 1937 – 16. miejsce na 41 klubów[20],
- w 1938 – 4. miejsce na 44 kluby[21],
- w 1939 –  2. miejsce na 36 klubów[22].

Warto zauważyć, iż wiele klubów w rywalizacji tej nie uczestniczyło w poszczególnych latach lub nie zdołało w danym roku zdobyć punktów. Ponadto na początku lat 20. AZS Warszawa koncentrował się na zdobywaniu tytułów Mistrzów Polski, a nie zdobywaniu punktów na regatach mniej istotnych.

### Osiągnięcia powojenne
Największymi sukcesami sekcji wioślarskiej były po wojnie cztery brązowe medale olimpijskie oraz udział aż 24 zawodników w 11 różnych igrzyskach olimpijskich (na przestrzeni lat 1952–2016). Niezależnie od tego, liczni zawodnicy AZS-AWF Warszawa reprezentowali Polskę w mistrzostwach świata i Europy w różnych kategoriach wiekowych, niejednokrotnie zdobywając w nich medale. Zdobywali też medale na uniwersjadach i akademickich mistrzostwach świata. Wioślarska sekcja AZS-AWF Warszawa jest od wielu lat jednym z najlepszych klubów wioślarskich w Polsce.
Według punktacji Polskiego Związku Towarzystw Wioślarskich, AZS-AWF Warszawa w ostatnich latach należy do ścisłej czołówki. Zajął następujące miejsca w klasyfikacji drużynowej:
- w roku 1997 – 19. miejsce na 35 sklasyfikowanych klubów[23],
- w roku 1998 – 6. miejsce na 35 sklasyfikowanych klubów[24],
- w roku 1999 – 6. miejsce na 32 sklasyfikowane kluby[25],
- w roku 2000 – 8. miejsce na 33 sklasyfikowane kluby[25],
- w roku 2001 – 7. miejsce na 33 sklasyfikowane kluby[25],
- w roku 2002 – 14. miejsce na 33 sklasyfikowane kluby[25],
- w roku 2003 – 8. miejsce na 34 sklasyfikowane kluby[25],
- w roku 2004 – 7. miejsce na 34 sklasyfikowane kluby[25],
- w roku 2005 – 7. miejsce na 36 sklasyfikowanych klubów[25],
- w roku 2006 – 4. miejsce na 34 sklasyfikowane kluby[25],
- w roku 2007 – 4. miejsce na 35 sklasyfikowanych klubów[25],
- w roku 2008 – 4. miejsce na 37 sklasyfikowanych klubów[25],
- w roku 2009 – 8. miejsce na 38 sklasyfikowanych klubów[25],
- w roku 2010 – 11. miejsce na 37 sklasyfikowanych klubów[25],
- w roku 2011 – 10. miejsce na 35 sklasyfikowanych klubów[25],
- w roku 2012 – 10. miejsce na 35 sklasyfikowanych klubów[25],
- w roku 2013 – 10. miejsce na 38 sklasyfikowanych klubów[25],
- w roku 2014 – 9. miejsce na 36 sklasyfikowanych klubów[26],
- w roku 2015 –  3. miejsce na 38 sklasyfikowanych klubów[27],
- w roku 2016 –  2. miejsce na 37 sklasyfikowanych klubów[28],
- w roku 2017 –  3. miejsce na 35 sklasyfikowanych klubów[29],
- w roku 2018 –  2. miejsce na 36 sklasyfikowanych klubów[30].

## Najwybitniejsi zawodnicy

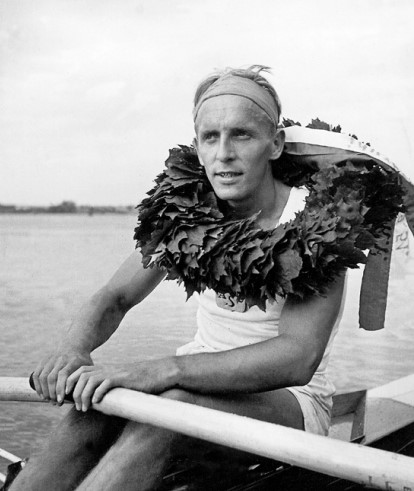
Teodor Kocerka

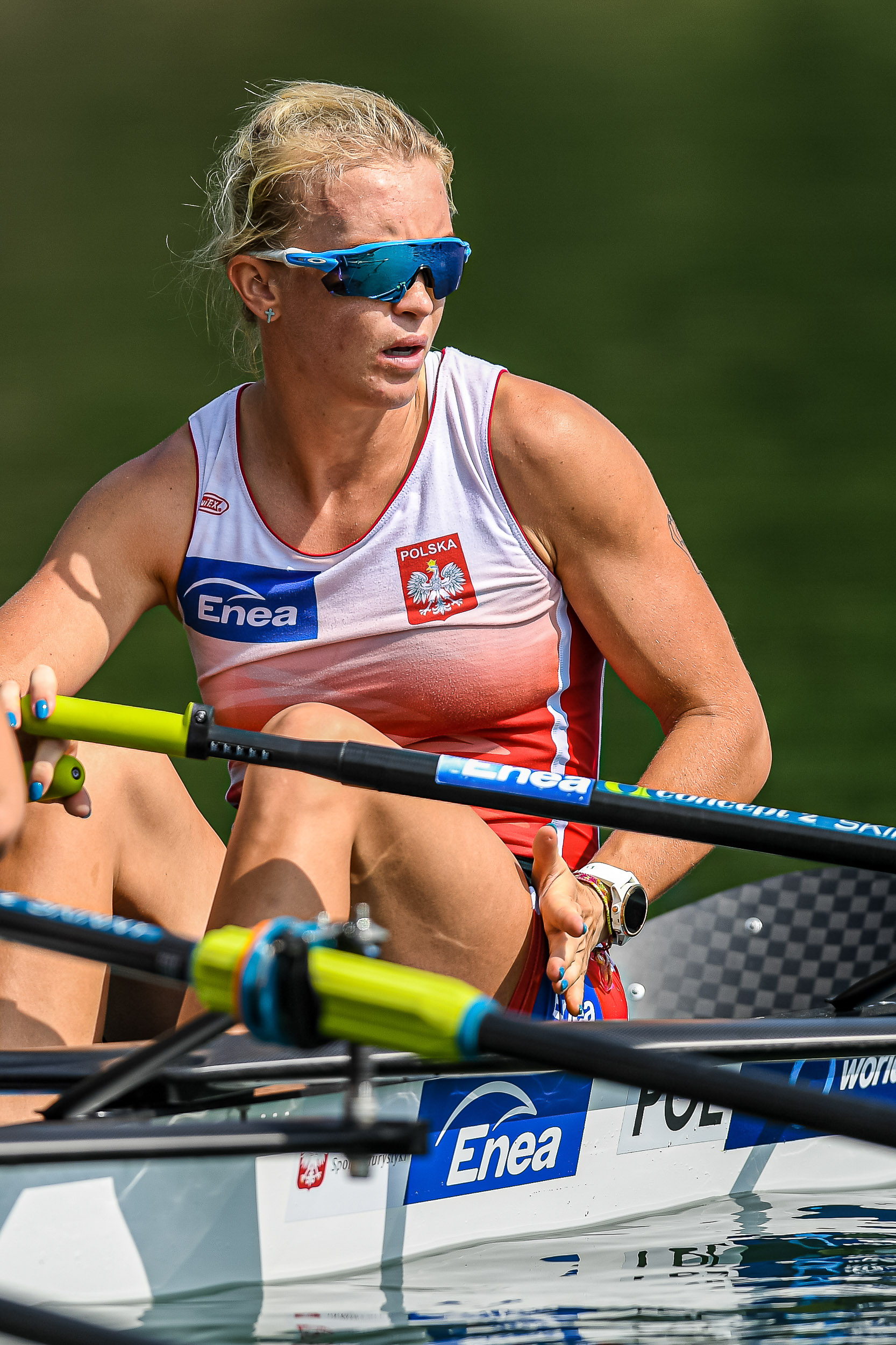
Agnieszka Kobus-Zawojska

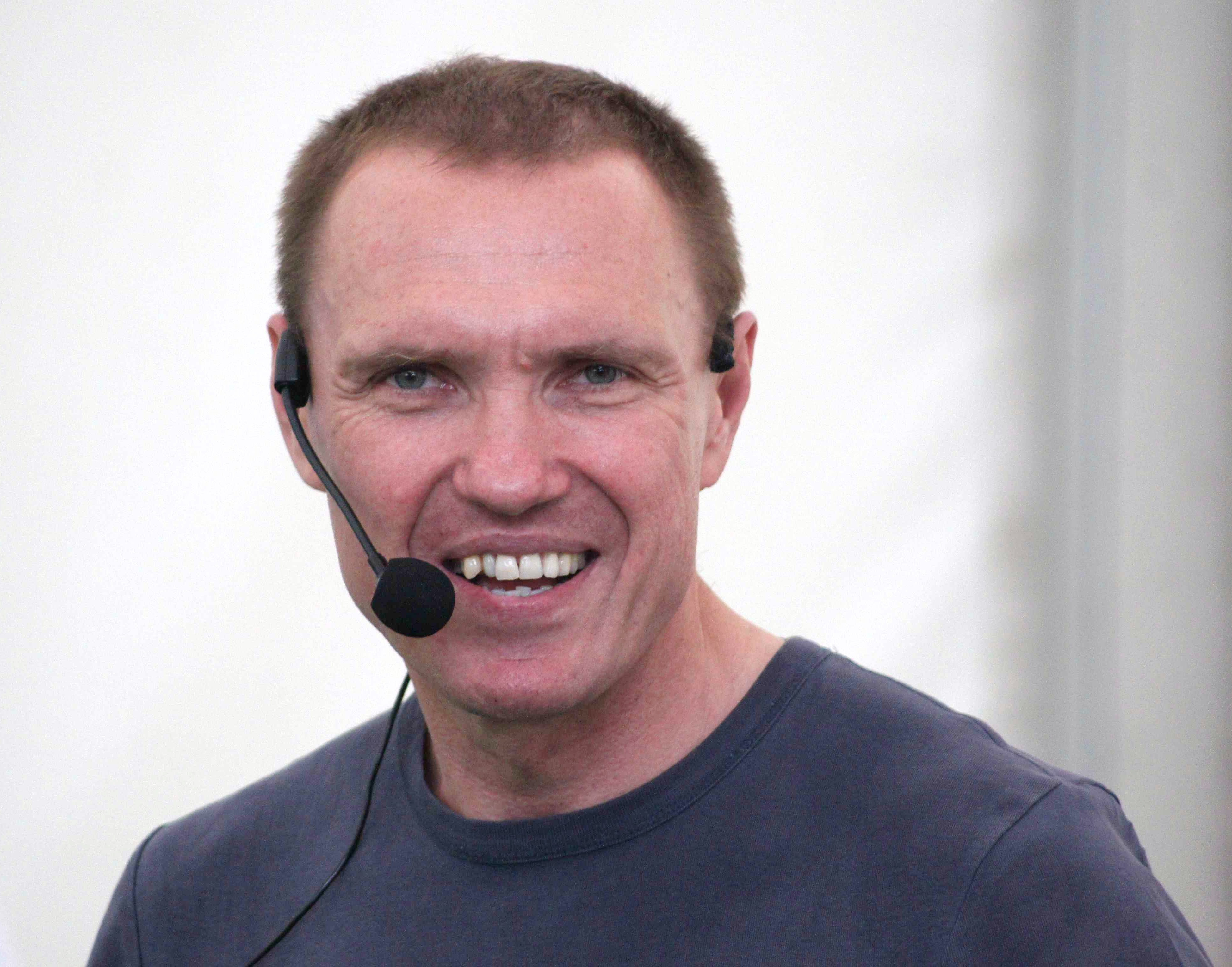
Kajetan Broniewski

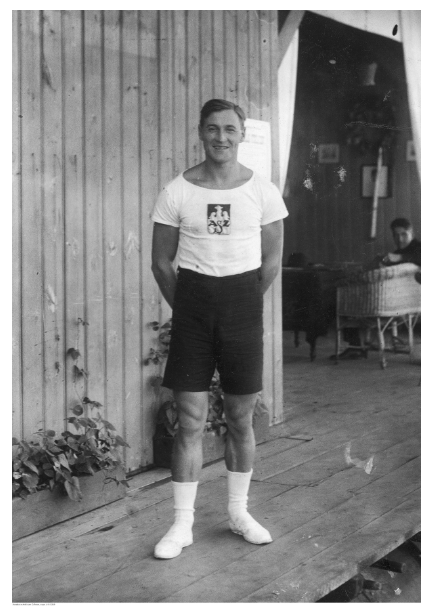
Henryk Niezabitowski

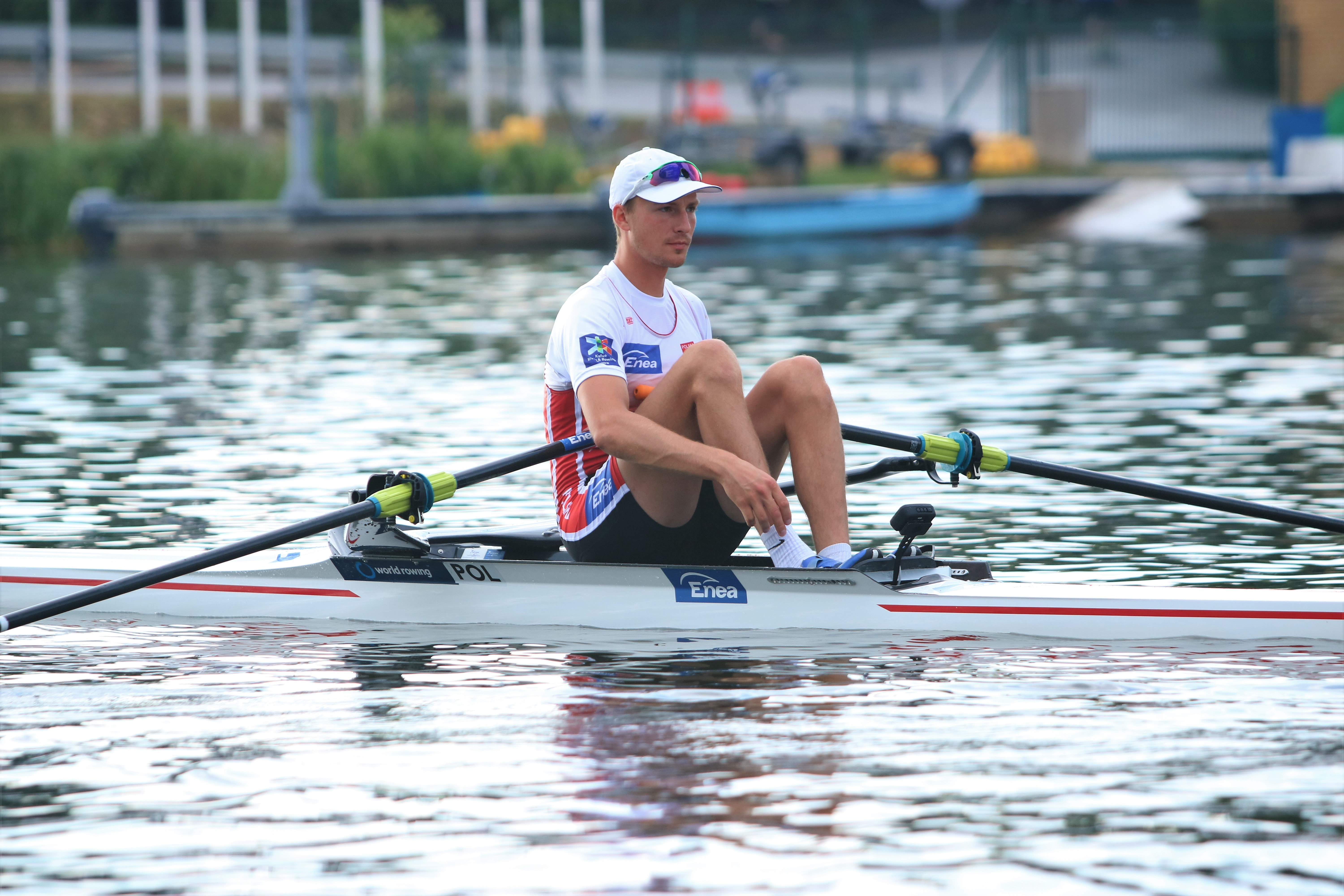
Natan Węgrzycki-Szymczyk

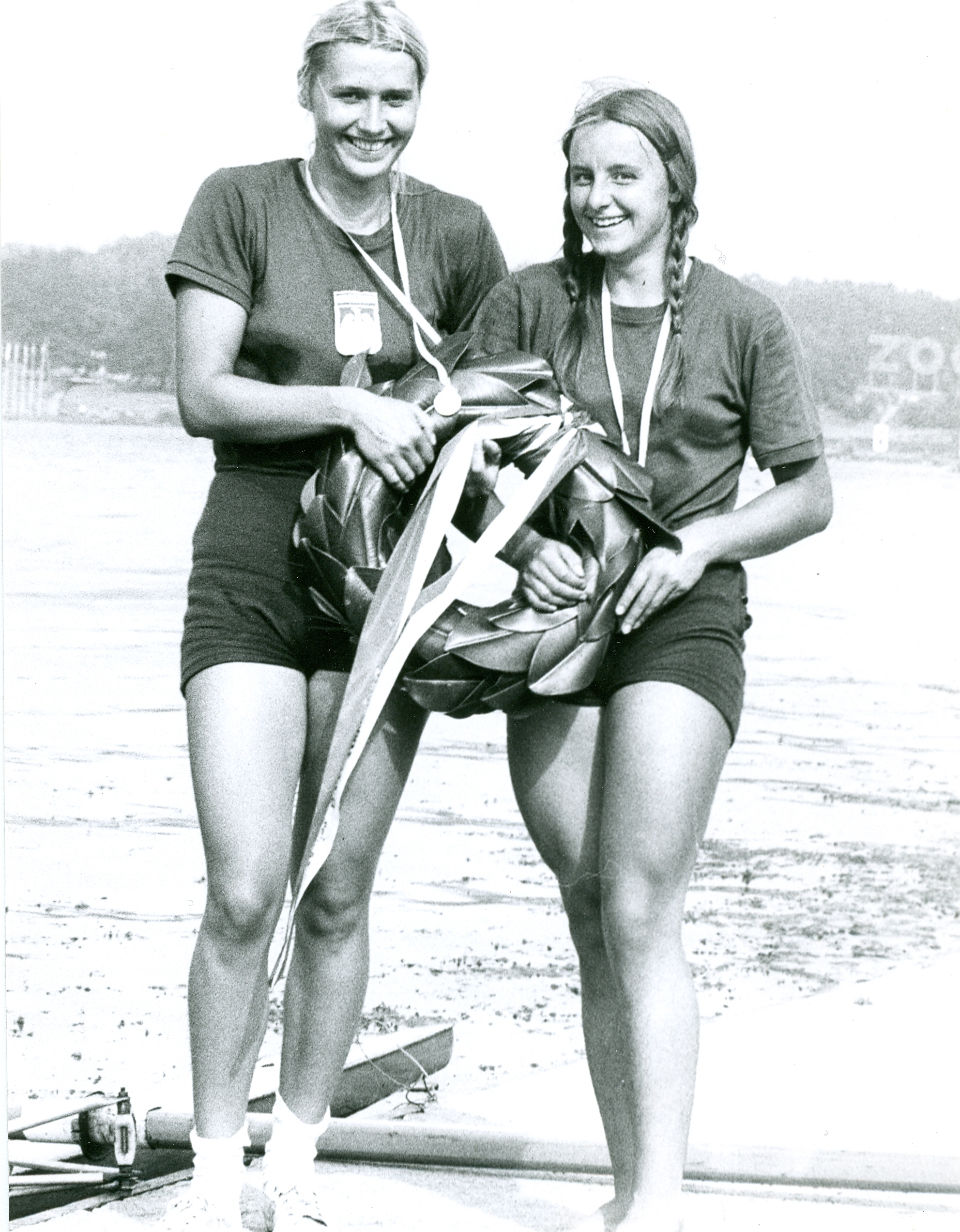
A. Karbowiak i M. Kawalska

W historii sekcji wioślarskiej AZS-AWF Warszawa (a wcześniej AZS Warszawa), najwybitniejszymi zawodnikami byli:
Teodor Kocerka – dwukrotny medalista olimpijski, mistrz Europy (w czasach gdy nie rozgrywano jeszcze mistrzostw świata). Zawodnikiem AZS Warszawa był w latach 1949-52 oraz 1959-60. W latach tych odniósł następujące sukcesy:
- 1952 –  Igrzyska Olimpijskie w Helsinkach – jedynka –  brązowy medal,
- 1960 –  Igrzyska Olimpijskie w Rzymie – jedynka –  brązowy medal,
- 1959 – Mistrzostwa Europy Seniorów w Mâcon – jedynka –  brązowy medal,
- wielokrotny mistrz Polski.

Agnieszka Kobus-Zawojska – medalistka olimpijska, mistrzyni świata i Europy. Jej największe osiągnięcia:
- 2016 –  Igrzyska Olimpijskie w Rio de Janeiro – czwórka podwójna –  brązowy medal,
- 2018 – Mistrzostwa Świata Seniorów w Płowdiwie – czwórka podwójna –  złoty medal,
- 2017 – Mistrzostwa Świata Seniorów w Sarasocie – czwórka podwójna –  srebrny medal,
- 2018 – Mistrzostwa Europy Seniorów w Glasgow – czwórka podwójna –  złoty medal,
- 2016 – Mistrzostwa Europy Seniorów w Brandenburgu – czwórka podwójna –  srebrny medal,
- 2015 – Mistrzostwa Europy Seniorów w Poznaniu – czwórka podwójna –  brązowy medal,
- 2014 – Mistrzostwa Europy Seniorów w Belgradzie – czwórka podwójna –  brązowy medal,
- 2020 – Mistrzostwa Europy Seniorów w Poznaniu – czwórka podwójna –  brązowy medal[34],
- wielokrotna mistrzyni Polski.

Kajetan Broniewski – medalista olimpijski, medalista mistrzostw świata, dwukrotny akademicki mistrz świata. W barwach AZS-AWF Warszawa odniósł następujące sukcesy:
- 1992 –  Igrzyska Olimpijskie w Barcelonie – jedynka –  brązowy medal,
- 1988 –  Igrzyska Olimpijskie w Seulu – jedynka – V miejsce,
- 1996 –  Igrzyska Olimpijskie w Atlancie – dwójka podwójna – XIII miejsce,
- 1991 – Mistrzostwa Świata Seniorów w Wiedniu – jedynka –  brązowy medal,
- 1989 – Mistrzostwa Świata Seniorów w Bledzie – jedynka – IV miejsce,
- 1990 – Mistrzostwa Świata Seniorów w Lake Barrington – jedynka – IV miejsce,
- 1984 – Akademickie Mistrzostwa Świata w Mediolanie – dwójka podwójna –  złote medale na 500 m i 200 m,
- wielokrotny mistrz Polski.

Adam Bronikowski – dwukrotny olimpijczyk, dwukrotny medalista mistrzostw świata. Odniósł następujące sukcesy:
- 2004 –  Igrzyska Olimpijskie, Ateny – czwórka podwójna – IV miejsce,
- 2000 –  Igrzyska Olimpijskie, Sydney – czwórka podwójna – VIII miejsce,
- 2002 – Mistrzostwa Świata Seniorów, Sewilla – czwórka podwójna –  srebrny medal,
- 2003 – Mistrzostwa Świata Seniorów, Mediolan – czwórka podwójna –  brązowy medal,
- wielokrotny mistrz Polski.

Henryk Niezabitowski – najbardziej utytułowany zawodnik sekcji okresu przedwojennego. Członek Polskiej Organizacji Wojskowej, uczestnik wojny polsko-bolszewickiej i kampanii wrześniowej, a potem powstania warszawskiego. Jego sukcesy to:
- 1928 –  Igrzyska Olimpijskie w Amsterdamie – ósemka – IV miejsce,
- 1927 – Mistrzostwa Europy w Amsterdamie – ósemka –  brązowy medal,
- osiem tytułów Mistrza Polski.

Otton Gordziałkowski – drugi najbardziej utytułowany zawodnik sekcji okresu przedwojennego. Uczestnik wojny polsko-bolszewickiej, kampanii wrześniowej, a potem powstania warszawskiego. Jego sukcesy to:
- 1928 –  Igrzyska Olimpijskie w Amsterdamie – ósemka – IV miejsce,
- 1927 – Mistrzostwa Europy w Amsterdamie – ósemka –  brązowy medal,
- sześć tytułów Mistrza Polski.

Andrzej Krzepiński – dwukrotny olimpijczyk, wicemistrz świata. Jego wyniki:
- 1988 –  Igrzyska Olimpijskie w Seulu – czwórka podwójna – VII miejsce,
- 1992 –  Igrzyska Olimpijskie w Barcelonie – dwójka podwójna – XI miejsce,
- 1986 – Mistrzostwa Świata Seniorów, Nottingham – czwórka podwójna –  srebrny medal,
- mistrz Uniwersjady (Zagrzeb 1987) i pięciokrotny akademicki  mistrz świata (Mediolan 1984 i Amsterdam 1986),
- wielokrotny mistrz Polski.

Sławomir Cieślakowski – olimpijczyk z Seulu, wicemistrz świata. Sukcesy zawodnika:
- 1988 –  Igrzyska Olimpijskie w Seulu – czwórka podwójna – VII miejsce,
- 1986 – Mistrzostwa Świata Seniorów, Nottingham – czwórka podwójna –  srebrny medal,
- mistrz Uniwersjady (Zagrzeb 1987) i trzykrotny  akademicki mistrz świata (Mediolan 1984 i Amsterdam 1986),
- wielokrotny mistrz Polski.

Natan Węgrzycki-Szymczyk – olimpijczyk z Rio De Janeiro, mistrz świata juniorów i medalista młodzieżowych mistrzostw świata na jedynce. Jego wyniki:
- 2016 –  Igrzyska Olimpijskie w Rio de Janeiro – jedynka – VII miejsce,
- 2020 – Mistrzostwa Europy Seniorów w Poznaniu – jedynka –  srebrny medal[34],
- 2021 – Mistrzostwa Europy Seniorów w Varese – jedynka –  brązowy medal[40],
- 2018 – Mistrzostwa Europy Seniorów w Glasgow – jedynka – IV miejsce,
- 2014 – Młodzieżowe Mistrzostwa Świata, Varese – jedynka –  srebrny medal,
- 2016 – Młodzieżowe Mistrzostwa Świata, Rotterdam – jedynka –  srebrny medal,
- 2015 – Młodzieżowe Mistrzostwa Świata, Płowdiw – jedynka –  brązowy medal,
- 2017 – Młodzieżowe Mistrzostwa Świata, Płowdiw – jedynka –  brązowy medal,
- 2013 – Mistrzostwa Świata Juniorów, Troki – jedynka –  złoty medal,
- wielokrotny mistrz Polski.

Janina Klucznik – olimpijka z Moskwy. Jej najlepsze osiągnięcia:
- 1980 –  Igrzyska Olimpijskie, Moskwa – dwójka podwójna – V miejsce,
- 1979 – Mistrzostwa Świata Seniorów, Bled – dwójka podwójna – V miejsce,
- 1977 – Mistrzostwa Świata Seniorów, Amsterdam – jedynka – VIII miejsce,
- wielokrotna mistrzyni Polski.

Wiesław Długosz, Wojciech Repsz i sternik Jacek Rylski – olimpijczycy z Monachium, pływający razem na dwójce ze sternikiem. Osada ta odniosła następujące sukcesy:
- 1972 –  Igrzyska Olimpijskie w Monachium – VI miejsce,
- 1971 – Mistrzostwa Europy Seniorów, Kopenhaga – V miejsce,

Tomasz Świątek – olimpijczyk z Seulu. Sukcesy zawodnika:
- 1988 –  Igrzyska Olimpijskie w Seulu – czwórka podwójna – VII miejsce,
- 1987 – Mistrzostwa Świata Seniorów, Kopenhaga – czwórka podwójna – V miejsce,
- 1989 – Mistrzostwa Świata Seniorów, Bled – czwórka podwójna – V miejsce,
- mistrz Uniwersjady (Zagrzeb 1987) i trzykrotny akademicki  mistrz świata (Mediolan 1984 i Amsterdam 1986),
- wielokrotny mistrz Polski.

Anna Karbowiak i Małgorzata Kawalska – olimpijki z Montrealu, pływające razem na dwójce bez sterniczki. Osada ta odniosła następujące sukcesy:
- 1976 –  Igrzyska Olimpijskie w Montrealu – VIII miejsce,
- 1974 – Mistrzostwa Świata Seniorek, Nottingham – V miejsce,
- ponadto zawodniczki te płynąc na czwórce ze sterniczką zdobyły  brąz w Mistrzostwach Europy Seniorek w Moskwie w 1973.

Zyta Jarka i Elwira Lorenz – olimpijki z Seulu z 1988, wchodzące w skład osady czwórki ze sterniczką. Sukcesy obu zawodniczek na czwórkach ze sterniczką:
- 1988 –  Igrzyska Olimpijskie w Seulu – VIII miejsce,
- 1985 – Mistrzostwa Świata Seniorek, Hazewinkel – V miejsce,
- ponadto zawodniczki te były wielokrotnymi mistrzyniami Polski.

Piotr Bochenek – olimpijczyk z Sydney. Sukcesy zawodnika:
- 2000 –  Igrzyska Olimpijskie w Sydney – dwójka bez sternika – X miejsce,
- dwukrotny akademicki  mistrz świata (1998 i 2000),

Cezary Jędrzycki – olimpijczyk z Barcelony. Najlepsze wyniki:
- 1992 –  Igrzyska Olimpijskie w Barcelonie – czwórka podwójna – XI miejsce,
- 1993 – Mistrzostwa Świata Seniorów, Račice – czwórka ze sternikiem – VI miejsce,
- dwukrotny akademicki  mistrz świata (Poznań 1992),

Paweł Jarosiński – olimpijczyk z Sydney. Sukcesy zawodnika:
- 2000 –  Igrzyska Olimpijskie w Sydney – czwórka bez sternika – XIII miejsce,
- 2002 – Mistrzostwa Świata Seniorów, Sewilla – czwórka bez sternika – VIII miejsce,
- dwukrotny akademicki  mistrz świata (Poznań 1992).